# Демидюк, Михаил Фёдорович
Михаи́л Фёдорович Демидю́к (1879—?) — крестьянин, депутат Государственной думы Российской империи II созыва от Гродненской губернии.

## Биография
По национальности белорус. Крестьянин деревни Свищево Ратайчицкой волости Брестского уезда Гродненской губернии. Окончил начальную сельскую школу. Занимался земледелием на площади 2,5 десятины сельскохозяйственной земли. В момент выборов в Думу был беспартийным.
6  февраля 1907 года избран в Государственную думу Российской империи II созыва от съезда уполномоченных от волостей Гродненской губернии. В Думе не присоединился не к одной из фракций, а остался беспартийным. Состоял в думской Комиссии о помощи безработным.
Дальнейшая судьба и дата смерти неизвестны.

### Архивы
- Российский государственный исторический архив. Фонд 1278. Опись 1 (2-й созыв). Дело 122; Дело 591. Лист 25.